# Yellow Cup 2002
Der Yellow Cup ⅩⅩⅩⅠ (2002) in der Schweizer Stadt Winterthur war der 31. Yellow Cup.

## Modus
In dieser Austragung spielten 6 Mannschaften im Modus «Jeder gegen jeden» mit je einem Spiel um den Cup. Bei Punktgleichheit entschied die bessere Tordifferenz.

## Resultate

### Rangliste
| Pl. | Land                | Sp. | S | U | N | Tore      | Diff. | Punkte |
| --- | ------------------- | --- | - | - | - | --------- | ----- | ------ |
| 1.  | K-Sports Team Korea | 5   | 4 | 1 | 0 | 0117:1010 | +16   | 9      |
| 2.  | Schweiz             | 5   | 3 | 1 | 1 | 0100:870  | +13   | 7      |
| 3.  | Tunesien            | 5   | 3 | 0 | 2 | 0112:850  | +27   | 6      |
| 4.  | Ukraine             | 5   | 2 | 0 | 3 | 098:900   | +8    | 4      |
| 5.  | Griechenland        | 5   | 2 | 0 | 3 | 088:910   | −3    | 4      |
| 6.  | Kuwait              | 5   | 0 | 0 | 5 | 072:1340  | −62   | 0      |

## Torschützenliste
Bei gleicher Anzahl von Treffern sind die Spieler alphabetisch geordnet.
| Pl. | Spieler              | Land                | Tore |
| --- | -------------------- | ------------------- | ---- |
| 1.  | Cho Chi-hyo          | K-Sports Team Korea | 37   |
| 2.  | Paek Won-chul        | K-Sports Team Korea | 32   |
| 3.  | Alexandros Alvanos   | Griechenland        | 25   |
| 4.  | Robbie Kostadinovich | Schweiz             | 21   |
| 5.  | Oleh Malzew          | Ukraine             | 18   |
| 6.  | Park Jung-jin        | K-Sports Team Korea | 17   |

## Auszeichnungen
| Auszeichnung          | Spieler                    | Land                |
| --------------------- | -------------------------- | ------------------- |
| Attraktivster Spieler | Cho Chi-hyo                | K-Sports Team Korea |
| Bester Torhüter       | Antoine Ebinger            | Schweiz             |
| Fairnesspreis         | -                          | Ukraine             |
| Beste Schiedsrichter  | Leszek / Artadiusz Solotko | Polen               |
| Publikumspreis        | -                          | Schweiz             |
| Besondere Verdienste  | Herbert Thaler             | Schweiz             |